# エフエムこんぴら
エフエムこんぴら株式会社（えふえむこんぴら）は、香川県仲多度郡琴平町、満濃町（現まんのう町）の各一部地域を放送区域とする超短波放送（FM放送）をしていた一般放送事業者（現・民間特定地上基幹放送事業者）である。
エフエムこんぴらそのままの愛称でコミュニティ放送をしていた。

## 概要
1997年（平成9年）開局。
ミュージックバードと西日本放送から番組配給を受け、琴平町、満濃町をはじめとした仲多度郡を主要なサービスエリアとしていたが、不況の影響から地元企業のスポンサー収入が思うように集まらず苦戦し、1998年（平成10年）11月28日の臨時株主総会で会社解散を決議。11月30日の放送を最後に廃局した。
コミュニティ放送局の廃止は全国初であり、また極東放送など移行や合併に伴う事例を除けば、地上波放送事業者（現・地上基幹放送事業者）が廃業した初の事例でもある。
沿革
- 1996年（平成8年）
  - 8月15日　エフエムこんぴら株式会社設立
  - 9月19日　放送局（現・特定地上基幹放送局）の予備免許取得
  - 12月12日　放送局の免許取得
  - 年内に試験放送を開始
- 1997年（平成9年）
  - 2月3日　開局
- 1998年（平成10年）
  - 11月28日　臨時株主総会で会社解散を決議
  - 11月30日　放送局の廃止を届出。これが受理され同日の放送を最後に廃局

## 主な自社制作番組
- お昼はふねふね
  - お昼の情報番組。
  - パーソナリティーはかやはらえつこ。
- キャンパスレポート
  - 四国学院大学放送研究会が担当。
- ごきげんいかが　763
  - 昼下がりの情報番組。
  - パーソナリティーは和泉さとみ、桂こけ枝、サッド・デモルダーなど。
- Shall We タンゴ?
  - 「タンゴアルバム」（RNC）と同内容。
- ストレンジキッズ763
  - パーソナリティーは香川県立善通寺第一高等学校の生徒（当時）7人組（番組開始当初は6人）。
  - 内容は『テーマに沿った雑談』。
- どないやねん!
  - 世の中の様々なことにツッコミを入れる番組。
- Hurry　Up!
  - 音楽番組。パーソナリティーは小林泰久。
- ラジオ体操
- リクエストBOX
- こんぴら夏祭りのサテライト中継
  - 琴平町営駐車場で行われた『こんぴら夏祭り』を生中継。
  - 祭りのほぼ一部始終を放送するも、日没後出店の電力消費量が増すと電源が度々落ち、放送事故を起こした。